# Cesa
Cesa község (comune) Olaszország Campania régiójában, Caserta megyében.

## Fekvése
A megye déli részén fekszik, Nápolytól 15 km-re északra valamint Caserta városától 14 km-re délkeleti irányban. Határai: Aversa, Gricignano di Aversa, Sant’Antimo, Sant’Arpino és Succivo.

## Története
Első írásos említése a 10. századból származik. A következő századokban nemesi birtok volt. A 19. században nyerte el önállóságát, amikor a Nápolyi Királyságban felszámolták a feudalizmust.

## Népessége
A népesség számának alakulása:

## Főbb látnivalói
- San Cesario-templom
- Madonna dell’Olio-templom
- Santissimo Rosario-templom